# Eliecer Salesman
Gustavo Eliécer García, SDB, conocido con el seudónimo de Eliécer Sálesman (Betulia, Santander, 2 de enero de 1929-Fusagasugá, Cundinamarca, 1 de noviembre de 2020), fue un sacerdote católico colombiano perteneciente a la Congregación Salesiana de Don Bosco, adscrito al Santuario del Divino Niño del 20 de Julio, Bogotá.

## Biografía
Nació en Betulia (Santander), el 2 de enero de 1929. Desde muy joven fue aficionado a la lectura. Su padre le obsequió el libro La imitación de Cristo escrito por Tomás de Kempis. La lectura de este libro transformó su gusto en cuanto a la lectura y a sus criterios espirituales, y en adelante se dedicó a leer libros formativos. 
En un retiro de los Padres salesianos le recomendaron el libro Preparación para la muerte de Alfonso María de Ligorio y este produjo en su personalidad, según sus palabras, “una metamorfosis como la que cambia un horrible gusano en una agradable mariposa”, y lo impulsó a hacerse religioso. En 1949 ingresó a la Congregación Salesiana. Allí se especializó en pedagogía, y después de obtener el título en Historia en la Pontificia Universidad Javeriana de Bogotá fue ordenado sacerdote el 28 de octubre de 1959 dedicándose desde ese momento a la enseñanza en los colegios y a dictar conferencias y retiros espirituales. En 1974 funda El Apostolado Bíblico Católico, como lo propuso Don Bosco. Su objetivo era propagar las buenas lecturas. Entre sus muchos libros trabaja la espiritualidad y la conversión. Un ejemplo de ello es el libro "Cómo alejar la depresión", entre otros.

## Publicaciones
- 1969 Flora y Elio, Pequeños mártires (basado en la novela homónima de Eugenio Pilla)[2] que en pocos años alcanzó 15 ediciones con más de cien mil ejemplares.
- 1974 Cursillo bíblico, del cual se han hecho 28 ediciones, con más de un millón de ejemplares vendidos.
- 1976 Secretos para triunfar en la vida, su libro más popular, editado en México, Panamá, Venezuela, Ecuador y Chile. En Colombia lleva 27 ediciones con 950.000 ejemplares vendidos. ISBN 9589492495
- 1979 La novena bíblica al Niño Jesús que ya lleva 22 ediciones, con 2.700.000 ejemplares
- 1979 Los nueve domingos al Divino Niño, libro que ha llegado a las 24 ediciones con 1.120.000 ejemplares, ISBN 9802074756
- 1994 Mil curiosidades, 2ª edición.
- 2012 Lecturas Sabrosas, 1ª edición.